# Hadagali, Shirhatti
Hadagali là một làng thuộc tehsil Shirhatti, huyện Gadag, bang Karnataka, Ấn Độ.